# Segunda División de España 1976-77
La temporada 1976–77 de la Segunda División de España de fútbol corresponde a la 46ª edición del campeonato y se disputó entre el 5 de septiembre de 1976 y el 5 de junio de 1977.
El campeón de Segunda División fue el Sporting de Gijón.

## Sistema de competición
La Segunda División de España 1976/77 fue organizada por la Federación Española de Fútbol (RFEF).
El campeonato contó con la participación de 20 clubes y se disputó siguiendo un sistema de liga, de modo que todos los equipos se enfrentaron entre sí, todos contra todos en dos ocasiones -una en campo propio y otra en campo contrario- sumando un total de 38 jornadas. El orden de los encuentros se decidió por sorteo antes de empezar la competición.
Los tres primeros clasificados ascendieron directamente a Primera División.
Los cuatro últimos clasificados descendieron directamente a Segunda División B, nueva categoría creada para la siguiente temporada.

## Clubes participantes
| Datos de ascensos y descensos con respecto a la temporada anterior |
| --- |
| Real Oviedo CF, Granada CF y Sporting de Gijón descienden de Primera División. Burgos CF, RC Celta de Vigo y CD Málaga ascienden a Primera División. Real Murcia, CD Ensidesa, Atlético Osasuna y Gimnástico de Tarragona descienden a Tercera División. Getafe Deportivo, Real Jaén CF, Levante UD y Pontevedra CF ascienden a Segunda División. |

| Equipo                              | Ciudad                 | Estadio                   |
| ----------------------------------- | ---------------------- | ------------------------- |
| Barcelona Atlético                  | Barcelona              | Fabra y Coats             |
| Cádiz Club de Fútbol                | Cádiz                  | Ramón de Carranza         |
| Club de Fútbol Calvo Sotelo         | Puertollano            | Calvo Sotelo              |
| Club Deportivo Castellón            | Castellón de la Plana  | Castalia                  |
| Córdoba Club de Fútbol              | Córdoba                | El Arcángel               |
| Deportivo Alavés                    | Vitoria                | Mendizorroza              |
| Real Club Deportivo de La Coruña    | La Coruña              | Riazor                    |
| Club Getafe Deportivo               | Getafe                 | Las Margaritas            |
| Granada Club de Fútbol              | Granada                | Los Cármenes              |
| Real Jaén Club de Fútbol            | Jaén                   | La Victoria               |
| Levante Unión Deportiva             | Valencia               | Nuevo Estadio             |
| Real Oviedo Club de Fútbol          | Oviedo                 | Carlos Tartiere           |
| Pontevedra Club de Fútbol           | Pontevedra             | Pasarón                   |
| Agrupación Deportiva Rayo Vallecano | Madrid                 | Nuevo Estadio             |
| Real Club Recreativo de Huelva      | Huelva                 | Municipal                 |
| Club Deportivo San Andrés           | Barcelona              | San Andrés                |
| Real Sporting de Gijón              | Gijón                  | El Molinón                |
| Tarrasa Club de Fútbol              | Tarrasa                | Municipal                 |
| Club Deportivo Tenerife             | Santa Cruz de Tenerife | Heliodoro Rodríguez López |
| Real Valladolid Deportivo           | Valladolid             | José Zorrilla             |

## Clasificación y resultados

### Clasificación
| Pos. | Equipo                     | Pts. | PJ | G  | E  | P  | GF | GC | Dif. | Clasificación                 |
| ---- | -------------------------- | ---- | -- | -- | -- | -- | -- | -- | ---- | ----------------------------- |
| 1    | Sporting de Gijón (C, A)   | 47   | 38 | 18 | 11 | 9  | 62 | 35 | +27  | Ascenso a Primera División    |
| 2    | Cádiz C. F. (A)            | 46   | 38 | 17 | 12 | 9  | 60 | 42 | +18  | Ascenso a Primera División    |
| 3    | A. D. Rayo Vallecano (A)   | 45   | 38 | 17 | 11 | 10 | 46 | 34 | +12  | Ascenso a Primera División    |
| 4    | Real Jaén C. F.            | 43   | 38 | 15 | 13 | 10 | 42 | 32 | +10  |                               |
| 5    | Oviedo C. F.               | 43   | 38 | 18 | 7  | 13 | 48 | 43 | +5   |                               |
| 6    | C. D. Tenerife             | 40   | 38 | 15 | 10 | 13 | 48 | 48 | 0    |                               |
| 7    | Tarrasa C. F.              | 40   | 38 | 13 | 14 | 11 | 44 | 34 | +10  |                               |
| 8    | Deportivo Alavés           | 40   | 38 | 14 | 12 | 12 | 57 | 42 | +15  |                               |
| 9    | R. C. Recreativo de Huelva | 38   | 38 | 14 | 10 | 14 | 42 | 50 | −8   |                               |
| 10   | Granada C. F.              | 36   | 38 | 14 | 8  | 16 | 42 | 39 | +3   |                               |
| 11   | R. C. Deportivo La Coruña  | 36   | 38 | 11 | 14 | 13 | 40 | 50 | −10  |                               |
| 12   | Real Valladolid            | 36   | 38 | 14 | 8  | 16 | 57 | 56 | +1   |                               |
| 13   | Getafe Deportivo           | 35   | 38 | 12 | 11 | 15 | 37 | 48 | −11  |                               |
| 14   | C. D. Castellón            | 35   | 38 | 14 | 7  | 17 | 46 | 45 | +1   |                               |
| 15   | Córdoba C. F.              | 35   | 38 | 10 | 15 | 13 | 39 | 45 | −6   |                               |
| 16   | C. F. Calvo Sotelo         | 34   | 38 | 14 | 6  | 18 | 39 | 56 | −17  |                               |
| 17   | Pontevedra C. F. (D)       | 34   | 38 | 10 | 14 | 14 | 34 | 44 | −10  | Descenso a Segunda División B |
| 18   | Levante U. D. (D)          | 34   | 38 | 12 | 10 | 16 | 47 | 61 | −14  | Descenso a Segunda División B |
| 19   | C. D. San Andrés (D)       | 33   | 38 | 10 | 13 | 15 | 39 | 52 | −13  | Descenso a Segunda División B |
| 20   | Barcelona Atlético (D)     | 30   | 38 | 10 | 10 | 18 | 39 | 52 | −13  | Descenso a Segunda División B |

 Fuente: BDFútbol
Criterios de clasificación: Puntos · Enfrentamientos directos · Diferencia de goles · Goles a favor · Play-off

### Resultados
| Local \ Visitante          | ALV | BAR | CAD | CAL | CAS | COR | DEP | GET | GRA | JAE | LEV | OVI | PON | RAY | REC | SAD | SPO | TAR | TEN | VLD |
| -------------------------- | --- | --- | --- | --- | --- | --- | --- | --- | --- | --- | --- | --- | --- | --- | --- | --- | --- | --- | --- | --- |
| Deportivo Alavés           | —   | 1–1 | 1–1 | 3–0 | 2–0 | 3–0 | 5–1 | 0–1 | 0–0 | 0–0 | 6–0 | 1–3 | 2–0 | 0–0 | 3–1 | 4–1 | 1–1 | 1–1 | 1–1 | 3–1 |
| Barcelona Atlético         | 1–2 | —   | 1–1 | 1–0 | 2–0 | 2–2 | 3–0 | 0–0 | 0–0 | 1–1 | 1–0 | 1–2 | 1–1 | 1–1 | 0–0 | 2–1 | 0–2 | 0–1 | 7–1 | 2–1 |
| Cádiz C. F.                | 0–2 | 2–0 | —   | 0–0 | 3–1 | 2–1 | 4–1 | 3–0 | 3–0 | 2–1 | 1–0 | 2–1 | 2–2 | 2–0 | 3–1 | 5–1 | 1–5 | 2–0 | 0–0 | 5–0 |
| C. F. Calvo Sotelo         | 1–2 | 3–0 | 1–1 | —   | 1–0 | 1–0 | 2–4 | 3–2 | 1–0 | 1–0 | 3–2 | 0–1 | 1–0 | 2–1 | 0–0 | 2–1 | 0–2 | 2–1 | 2–1 | 2–1 |
| C. D. Castellón            | 2–1 | 0–1 | 2–0 | 2–2 | —   | 3–1 | 0–0 | 5–2 | 0–1 | 1–1 | 1–2 | 3–1 | 1–0 | 3–0 | 3–0 | 0–0 | 2–0 | 1–0 | 3–0 | 3–1 |
| Córdoba C. F.              | 1–0 | 0–0 | 2–2 | 2–0 | 3–0 | —   | 2–1 | 0–0 | 2–1 | 1–1 | 1–1 | 0–0 | 1–0 | 3–0 | 3–0 | 0–0 | 1–2 | 1–0 | 0–0 | 2–0 |
| R. C. Deportivo La Coruña  | 2–2 | 2–3 | 2–1 | 1–1 | 2–1 | 2–1 | —   | 3–1 | 0–0 | 1–0 | 2–1 | 2–2 | 0–0 | 2–0 | 1–1 | 0–0 | 0–0 | 1–0 | 0–0 | 2–0 |
| Getafe Deportivo           | 1–1 | 2–0 | 1–1 | 2–1 | 1–0 | 1–0 | 1–2 | —   | 3–1 | 0–0 | 1–1 | 0–1 | 4–1 | 0–1 | 3–0 | 3–2 | 1–0 | 0–2 | 1–0 | 1–1 |
| Granada C. F.              | 2–3 | 1–0 | 0–1 | 3–0 | 0–0 | 2–1 | 2–2 | 4–0 | —   | 2–0 | 1–0 | 2–1 | 2–0 | 2–0 | 1–2 | 1–0 | 2–1 | 1–2 | 2–0 | 4–1 |
| Real Jaén C. F.            | 1–0 | 1–0 | 2–2 | 3–1 | 1–1 | 0–0 | 2–1 | 1–0 | 2–1 | —   | 0–1 | 3–1 | 1–0 | 4–1 | 2–0 | 0–0 | 1–0 | 0–1 | 2–1 | 4–2 |
| Levante U. D.              | 2–1 | 3–1 | 1–1 | 1–1 | 1–1 | 2–2 | 3–1 | 1–0 | 1–1 | 1–2 | —   | 2–1 | 1–0 | 0–0 | 4–1 | 2–2 | 2–1 | 0–0 | 4–1 | 0–3 |
| Oviedo C. F.               | 2–0 | 1–0 | 1–2 | 1–0 | 3–2 | 1–0 | 2–0 | 4–0 | 2–0 | 1–0 | 2–1 | —   | 1–1 | 0–1 | 1–0 | 2–0 | 1–2 | 1–1 | 0–1 | 2–1 |
| Pontevedra C. F.           | 2–1 | 2–0 | 0–1 | 2–1 | 1–1 | 0–0 | 1–0 | 2–0 | 1–1 | 1–0 | 2–1 | 3–1 | —   | 1–1 | 2–2 | 0–0 | 1–0 | 1–1 | 2–2 | 0–2 |
| A. D. Rayo Vallecano       | 3–1 | 2–1 | 3–0 | 2–1 | 1–0 | 6–0 | 0–0 | 1–1 | 2–1 | 0–0 | 2–0 | 1–0 | 1–1 | —   | 2–0 | 2–0 | 3–1 | 1–0 | 2–0 | 0–0 |
| R. C. Recreativo de Huelva | 0–1 | 5–1 | 2–1 | 3–0 | 2–0 | 2–2 | 1–0 | 0–1 | 1–0 | 0–0 | 2–1 | 2–2 | 2–0 | 2–1 | —   | 1–0 | 2–1 | 0–0 | 3–2 | 1–1 |
| C. D. San Andrés           | 3–1 | 0–1 | 2–1 | 4–1 | 1–0 | 2–1 | 2–0 | 1–1 | 1–0 | 1–0 | 3–1 | 1–1 | 2–2 | 1–0 | 0–0 | —   | 0–0 | 2–2 | 0–1 | 1–3 |
| Sporting de Gijón          | 1–1 | 3–1 | 1–0 | 4–1 | 3–1 | 4–0 | 0–0 | 1–1 | 1–0 | 1–0 | 3–1 | 1–1 | 2–2 | 1–0 | 2–1 | 2–0 | —   | 4–0 | 3–1 | 2–1 |
| Tarrasa C. F.              | 0–0 | 2–1 | 1–1 | 0–1 | 0–1 | 1–0 | 0–0 | 0–0 | 0–0 | 2–2 | 3–0 | 4–0 | 3–0 | 2–2 | 3–1 | 3–0 | 2–2 | —   | 3–0 | 3–1 |
| C. D. Tenerife             | 1–0 | 3–1 | 2–0 | 1–0 | 1–0 | 1–1 | 3–1 | 2–0 | 3–0 | 1–1 | 4–1 | 3–0 | 0–1 | 1–0 | 0–1 | 3–3 | 1–1 | 3–0 | —   | 1–1 |
| Real Valladolid            | 4–1 | 3–1 | 1–1 | 2–0 | 3–0 | 2–2 | 3–1 | 2–1 | 1–0 | 3–1 | 2–3 | 0–1 | 2–1 | 0–1 | 4–0 | 1–1 | 1–1 | 1–0 | 1–2 | —   |

## Resumen
Campeón de Segunda División:
| - Real Sporting de Gijón |

Ascienden a Primera División:
| - Real Sporting de Gijón | - Cádiz Club de Fútbol | - Agrupación Deportiva Rayo Vallecano |

Descienden a Segunda División B: 
| - Pontevedra Club de Fútbol | - Levante Unión Deportiva | - Club Deportivo San Andrés | - Barcelona Atlético |